# Rząd Francji
Rząd Francji jest oparty na systemie semiprezydenckim, ustalonym przez konstytucję Piątej Republiki Francuskiej. Konstytucja zapewnia podział władzy we Francji oraz gwarantuje obywatelom prawa człowieka oraz suwerenność.
Rząd Francji wraz z prezydentem wykonuje władzę wykonawczą, ustawodawczą oraz sądowniczą. Prezydent Republiki Francuskiej dzieli obowiązki władzy wykonawczej z premierem którego osobiście mianuje. Władze ustawodawczą pełni Zgromadzenie Narodowe któremu przewodniczy rządząca w danej chwili partia lub koalicja.
Zgromadzenie Narodowe wraz z wyższą izbą parlamentu Senatem decydują o najważniejszych kwestiach w państwie w tym m.in. ustalając budżet oraz prowadząc politykę wewnętrzną oraz podatkową Francji. Podczas gdy rząd skupia się na działaniu polityki krajowej, poprawieniu stanu bezpieczeństwa narodowego oraz kwestiach socjalnych, prezydent Francji ma ważny wpływ na kształt polityki zagranicznej kraju, a także ma prawo do ostatecznego korygowania ustawami które powstają w parlamencie.
Rząd Francji posiada uprawnienia nad przedsiębiorstwami oraz instytucjami które znajdują się w rękach rządowych. Dzięki temu premier może wybierać kandydatów na szefów spółek skarbu państwa, a także takich instytucji jak Bank Francji, Poczta Francji oraz telewizja publiczna.
15 maja 2012 r. premierem Francji został Jean-Marc Ayrault, który pełnił tę funkcję od kiedy socjalista François Hollande wygrał wybory prezydenckie w 2012 roku. Skład jego rządu ogłoszony został 16 maja 2012 roku. W latach 2017–2020 funkcję premiera pełnił Édouard Philippe. Od 2022 funkcję premiera pełni Élisabeth Borne

## Trzeci rząd François Filliona (14 listopada 2010 – 15 maj 2012)
- Premier – François Fillon.
- Minister Stanu, obrony i weteranów – Alain Juppé.
- Minister Stanu, spraw zagranicznych i europejskich – Michèle Alliot-Marie.
- Minister ekologii, zrównoważonego rozwoju, transportu i mieszkalnictwa – Nathalie Kosciusko-Morizet.
- Minister spraw wewnętrznych, terytoriów zamorskich i imigracji – Brice Hortefeux
- Minister sprawiedliwości i Strażnik Pieczęci – Michel Mercier
- Minister finansów – Christine Lagarde
- Minister pracy, zatrudnienia i zdrowia – Xavier Bertrand
- Minister edukacji – Luc Chatel
- Minister budżetu i służby cywilnej – François Baroin
- Minister szkolnictwa wyższego – Valérie Pécresse
- Minister rolnictwa – Bruno Le Maire
- Minister kultury – Frédéric Mitterrand
- Minister solidarności i spójności społecznej – Roselyne Bachelot
- Minister miasta – Maurice Leroy.
- Minister sportu Chantal Jouanno.

Istotne zmiany (cf. Gouvernement François Fillon (3))
- 27 lutego 2011 – dymisja Michèle Alliot-Marie (po niefortunnych komentarzach na temat rewolucji w krajach arabskich); na jej miejsce nominowany jest Alain Juppé, a miejsce tego ostatniego zajmuje Gérard Longuet. Brice Hortefeux opuszcza rząd, a Claude Guéant zostaje nominowany ministrem spraw wewnętrznych.
- 29 czerwca 2011 – Christine Lagarde zostaje dyrektorką Międzynarodowego Funduszu Walutowego, w rządzie zastępuje ją François Baroin, którego miejsce przejmuje Valérie Pécresse, a François Sauvadet otrzymuje fotel ministra funkcji publicznej. Laurent Wauquiez staje się ministrem szkolnictwa wyższego, a Jean Leonetti dostaje mandat ministra spraw europejskich.
- 26 września 2011 – wskutek wyborów senatorskich, które wygrała lewica, Chantal Jouanno dymisjonuje by zająć się obowiązkami senatorskimi, a zastępuje ją David Douillet.
- 22 lutego 2012 – Nathalie Kosciusko-Morizet, jako rzecznik kandydata na prezydenta Nicolasa Sarkozy’ego, dymisjonuje z ministerstwa Ekologii, a jej funkcje spełnia tymczasowo premier François Fillon.
- 10 maja 2012 rząd podał się do dymisji, w wyniku wyborów prezydenckich przegranych przez partie rządzącą.

## Drugi rząd François Filliona (18 czerwca 2007 – 13 listopada 2010)
Cf. Gouvernement François Fillon (2)
- Premier – François Fillon
- Minister stanu, minister ekologii, zrównoważonego rozwoju – Jean-Louis Borloo
- Minister gospodarki i finansów – Christine Lagarde
- Minister spraw wewnętrznych – Michèle Alliot-Marie
- Minister spraw zagranicznych i europejskich – Bernard Kouchner
- Minister imigracji, integracji, tożsamości narodowej i współrozwoju – Brice Hortefeux
- Minister sprawiedliwości – Rachida Dati
- Minister pracy – Xavier Bertrand
- Minister edukacji – Xavier Darcos
- Minister szkolnictwa wyższego – Valérie Pécresse
- Minister obrony – Hervé Morin
- Minister zdrowia i sportu – Roselyne Bachelot
- Minister budownictwa oraz mieszkalnictwa – Christine Boutin
- Minister rolnictwa – Michel Barnier
- Minister kultury – Christine Albanel
- Minister budżetu i służby cywilnej – Éric Woerth
- Minister miasta – Christine Boutin